# Affaire Jamila Belkacem
Pour les articles homonymes, voir Belkacem.
L'affaire Jamila Belkacem est une affaire criminelle française dans laquelle Jamila Belkacem, aide-soignante mythomane et manipulatrice, a empoisonné son amant Jacques Brunet, 50 ans, vétérinaire à Bourg-en-Bresse en février 1999 et a tenté de faire empoisonner son mari René Maillard en février 2003 à Villefranche-sur-Saône par sa fille aînée.

## Les faits et l'enquête

### Séparation de Jamila et de René
En 1994, le tribunal de grande instance de Villefranche-sur-Saône prononce une séparation de corps sans divorce. Selon Jamila, parce que son époux est homosexuel. Selon René, pour qu'elle puisse bénéficier d'allocations plus importantes,,.

### Rencontre avec Brunet et premières manipulations
Jacques Brunet a économisé environ 500 000 francs pour réaliser son rêve : acheter un voilier et partir faire le tour du monde sur les océans. Préférant vivre ce rêve en couple, il passe une petite annonce pour trouver une femme voulant faire le voyage avec lui.
En 1995, Jamila Belkacem répond à l'annonce de Jacques Brunet et ils se rencontrent.
Elle se présente à lui sous le nom de Myriam Maillard et lui dit qu'elle est infirmière, titulaire de hauts diplômes scientifiques, fille d'un grand architecte marocain.
Elle le séduit vite, il devient très épris d'elle.
Il la prend en pitié quand elle lui raconte certains passages douloureux de sa vie : elle est la fille illégitime de la femme de ménage de son père, elle a eu une très grave maladie qui justifie qu'elle doit de temps en temps s'absenter pour son traitement à l'hôpital.
Jamila Belkacem présente Jacques Brunet à René Maillard en disant à René que Jacques est un collègue de travail de l'hôpital, atteint d'une tumeur au cerveau, à qui il ne reste que quelques semaines à vivre, rejeté par sa famille.
Et elle dit à Jacques que René est son demi-frère Georges, qu'il est un peu dérangé, et qu'il lui arrive de se faire appeler René, ou de se prendre pour son époux. Elle lui dit que ses quatre enfants sont des neveux et nièces, qui l'appellent « maman » car ils lui ont été confiés depuis des années et qu'ils la considèrent donc comme leur mère.

### Relation avec Brunet
Jacques Brunet sidéré, aveuglé, ne peut plus se détacher de Jamila. Sur son ordinateur portable, il lui écrit des dizaines de poèmes et l'appelle son « soleil d'Éden ». Il est constamment en arrêt maladie, apparemment pour dépression. Il est fatigué et agressif. Il est comme hypnotisé par Jamila, il ne lui refuse rien. Elle a de plus en plus d'emprise sur lui. Il sombre dans une profonde léthargie, devient apathique, nonchalant. Il passe presque tout son temps à dormir, a des pertes de mémoire, ne se souvient plus de ce qu'il a fait les jours précédents, s'isole de plus en plus, ne voit quasiment plus personne. Il est presque injoignable.
Jacques Brunet visite des bateaux d'occasion à acheter. Jamila Belkacem l'accompagne, les vendeurs observent qu'elle n'est pas motivée par l'achat d'un bateau, ni intéressée par le projet de voyage à bord.
Le 6 février 1999, ils visitent un catamaran de Philippe Ebrard. Jacques Brunet a envie de l'acheter. Il projette de conclure l'achat dans les quinze jours qui suivent.

### Disparition et mort de Brunet
Le 15 février 1999, Jacques et Jamila louent une voiture pour effectuer un voyage en Angleterre.
Le 16 février 1999, Jacques est malade, ne se sent pas bien, il somnole.
Le 19 février 1999, Jacques va mieux, il mange avec Jamila et René. Jamila passe une partie de la nuit avec Jacques dans son appartement. À partir de ce moment, il ne répond plus aux appels téléphoniques et plus personne ne le voit vivant.
Le 20 février 1999, Jamila part en voyage quatre jours en Angleterre avec ses enfants.
Le 26 février 1999 vers 17 h 30, Jamila Belkacem téléphone aux pompiers pour donner l'alerte. Elle dit s'appeler Myriam Maillard et que son compagnon Jacques Brunet ne répond plus à ses appels téléphoniques. Elle semble très inquiète. Les pompiers la rejoignent devant chez lui. Ils sentent une odeur de brûlé à travers la porte d'entrée de l'appartement de Jacques Brunet. Les pompiers ouvrent la porte avec un pied-de-biche. L'intérieur de l'appartement est rempli de suie, lugubre, la lumière extérieure y pénètre à peine. Éclairant avec leurs lampes torches, ils découvrent dans la chambre le corps carbonisé de Jacques Brunet sur son matelas. Jamila Belkacem leur dit que Jacques avait l'habitude de prendre des somnifères le soir pour s'endormir en lisant à la bougie pour éviter de devoir se relever pour éteindre la lumière. Plusieurs boîtes de médicaments sont sous le matelas. Ils en déduisent que la mort de Jacques Brunet est accidentelle. Il a dû s'assoupir en lisant, une bougie a dû basculer et mettre le feu au matelas et à l'appartement. Le médecin de garde délivre un certificat de décès et un permis d'inhumer.

### Doutes sur la mort de Brunet
Alors que la disparition de Jacques Brunet semble une affaire classée, plusieurs événements relancent l'enquête. D'une part, la famille Brunet est sceptique sur cette thèse, car d'après eux il était très méticuleux sur la sécurité. De plus, elle constate que ses comptes en banque sont vides. D'autre part, Yves Debertolis, expert en assurances chargé d'évaluer les dégâts dans l'appartement de Jacques, émet des doutes avant même de l'inspecter. D'après lui, il est impossible qu'un corps soit ainsi calciné sans utiliser un accélérant, vraisemblablement de l'essence. En visitant l'appartement, il constate au moins quatre points de départ d'incendie à des températures de plus de 1 000 °C. Les analyses révèlent des traces d'essence sur les plinthes de l'appartement et sur les restes du matelas,. Le rapport d'expertise conclut que c'est le signe d'un incendie volontaire, et donc que la mort de Jacques est soit un suicide, soit un assassinat.
Face à cette révélation, la famille Brunet porte plainte. L'avocat de la famille saisit le procureur de la République. Le juge d'instruction ordonne que le corps de Jacques soit exhumé et autopsié. Les médecins légistes confirment d'abord qu'il s'agit bien du corps de Jacques Brunet. Ensuite, sur les circonstances du décès, ils constatent qu'il n'y a pas de trace de suies dans la bouche ni dans la trachée de Jacques. Donc, au début de l'incendie, Jacques ne respirait plus et était vraisemblablement déjà mort. Ensuite, les analyses toxicologiques révèlent que Jacques a absorbé des médicaments. Elles mettent en évidence des quantités importantes de benzodiazépines qu'il absorbait quotidiennement depuis quatre mois et demi, et également de la doxépine (un antidépresseur) à des doses toxiques dans son sang. Enfin, les médecins légistes établissent que Jacques Brunet est mort entre le 19 et le 26 février 1999.

### La lettre anonyme
Le 22 mars 1999, l'épouse de Jacques Brunet reçoit une lettre anonyme de la part d'une femme. Elle se présente comme la maîtresse clandestine de Jacques. Cette personne écrit qu'elle a appris la mort de Jacques le 27 février 1999. Elle demande à la destinataire de ne pas soupçonner Myriam Maillard. Cette personne affirme que Myriam Maillard est quelqu'un de bien, qui n'a rien à voir avec la disparition des économies de Jacques,. Cette lettre a l'effet inverse, car tous les soupçons se focalisent sur Myriam Maillard. De plus, Jamila Belkacem téléphone à de nombreuses reprises à Yves Debertolis pour essayer, en vain, de le convaincre que l'incendie a bien été provoqué par une bougie qui a enflammé les couvertures et le matelas, et qu'il était donc accidentel.

### L'enquête se resserre sur la coupable
Les gendarmes vont à l'adresse de Myriam Maillard, au 90 rue Paul-Bert à Villefranche-sur-Saône, pour l'interroger et ils découvrent sa véritable identité : Jamila Belkacem. Myriam est le prénom de sa fille cadette. Ils constatent que plus de 500 000 francs (environ 75 000 euros) ont été virés des comptes de Jacques Brunet au bénéfice de Jamila Belkacem. Des chèques de Jacques Brunet sont signés par celle-ci. L'argent a disparu des comptes de Jamila Belkacem.
Dans la cave de Jamila Belkacem et René Maillard, les gendarmes trouvent l'ordinateur portable de Jacques Brunet. Les experts informatiques retrouvent dans la mémoire de cet ordinateur des documents effacés : des fausses ordonnances pour les médicaments qui ont servi à empoisonner Jacques Brunet aux noms de Zina Rifi ou René Mayer. Dans les documents imprimés non enregistrés, les experts informatiques trouvent la lettre envoyée à l'épouse de Jacques Brunet, imprimée à 14 h 16 le 25 février 1999. La personne qui a rédigé cette lettre savait donc que le cadavre de Jacques Brunet serait découvert le 26 février 1999 et donc savait, le 25 février, que Jacques Brunet était mort. Ce jour-là, à cette heure, Jamila Belkacem était seule dans l'appartement, René Maillard travaillait à l'usine, ses quatre enfants étaient en classe. Seule Jamila Belkacem a pu utiliser cet ordinateur pour écrire et imprimer cette lettre.

## Protagonistes

### Jamila Belkacem
Jamila Belkacem nait le 22 juin 1960 au Douar Beni Oulil au Maroc, dans une modeste famille paysanne. Son père est polygame, elle est une des neuf enfants de la seconde épouse. En 1983, elle immigre en France. Elle rencontre René Maillard par petite annonce. En 1984, ils se marient. Elle obtient la nationalité française. Ils ont quatre enfants. Elle tenait beaucoup à avoir des enfants. Elle a un certain nombre d'aventures de courte durée.

### Jacques Brunet
Jacques Brunet est vétérinaire à Bourg-en-Bresse, reconnu et apprécié professionnellement. Il vit isolé depuis qu'il est séparé de son épouse, qui habite avec ses enfants dans le sud de la France. Il habite un petit appartement, meublé sommairement, dans le centre-ville. Il est très croyant. De plus, sa vie sociale est très réduite.

## Arrestation et incarcération
Le 7 octobre 1999, Jamila Belkacem est arrêtée et placée en garde à vue à la gendarmerie de Bourg-en-Bresse. Elle nie les faits qui lui sont reprochés et jure qu'elle est innocente, qu'elle aimait Jacques et qu'ils avaient prévu de se marier. Elle affirme que les transferts d'argent ont été faits à l'initiative de Jacques Brunet, pour éviter qu'il doive verser une partie de cet argent à sa future ex-épouse dont il avait prévu de divorcer. Elle accuse René Maillard. Elle est mise en examen pour assassinat et incarcérée à la maison d'arrêt de Montluc à Lyon. Elle entame une grève de la faim. René Maillard est mis hors de cause.

## Procès et condamnations

### Procès pour la mort de Jacques Brunet

#### Première instance
Le 1er avril 2002, le procès de Jamila Belkacem débute à la cour d'assises de l'Ain à Bourg-en-Bresse. Luc Robert est l'avocat de la famille de Jacques Brunet. La défense de Jamila Belkacem est assurée par les avocats André Buffard, Yanina Castelli et Jean Dubuis.
Elle affirme que ce n'est pas elle qui a effacé les fausses ordonnances qui étaient enregistrées dans la mémoire de l'ordinateur de Jacques Brunet, et que c'est pendant sa détention provisoire qu'elle a appris à se servir d'un ordinateur. Mais plusieurs personnes témoignent qu'elle avait un ordinateur chez elle, qu'elle utilisait, et qu'elle leur a donné des explications pour utiliser un ordinateur quand ils en ont acquis un.
René Maillard déclare l'avoir vu fabriquer de fausses ordonnances, qu'elle en avait l'habitude et qu'un pharmacien l'avait dénoncée à la police. Elle raconte qu'elle a vécu des traumatismes pendant son enfance : mort de sa mère, viol, enlèvement.
Georges, qui a été son amant il y a 18 ans, témoigne que quand il lui a annoncé avoir découvert qu'elle lui subtilisait d'importantes sommes avec des chèques qu'elle lui a volés, elle a tenté de l'ébouillanter avec de l'huile dans une casserole pendant la nuit. Les experts psychiatres Michel Colombani et Jean Canterino déclarent qu'elle est mythomane, manipulatrice, égocentrique et narcissique,,. Le 6 avril 2002, Jamila Belkacem est condamnée à 20 ans de réclusion,,,. Elle fait appel de cette décision contre l’avis de son avocat.

#### Appel et coup de théâtre
Le 26 février 2003, le procès en appel de Jamila Belkacem débute à la cour d'assises de Lyon.
Mais, coup de théâtre, juste après l'ouverture un fax est apporté au président de la cour d'assises. C'est une lettre écrite à l'ordinateur dans laquelle René Maillard reconnaît qu'il a tué Jacques Brunet le 23 février 1999 et qu'il préfère se suicider. La même lettre a été envoyée au procureur de la république et à l'ancien avocat de Jamila Belkacem : Jean Dubuis. Le procès est ajourné.

### Nouvelle enquête sur la tentative d'empoisonnement sur René Maillard

#### Découverte du pot aux roses
René Maillard est dans le coma à l'hôpital à Gleizé. Il sort du coma deux jours après et dit aux enquêteurs qu'il n'a jamais voulu se suicider et qu'il n'a pas écrit la lettre,. Ce n'est pas sa signature en bas de la lettre, elle a été imitée. Il porte plainte contre X.

#### Donia est arrêtée
Le 13 mai 2003, sa fille aînée Donia Maillard est placée en garde à vue à la gendarmerie de Bourg-en-Bresse.
Elle avoue que c'est elle qui a tapé les lettres sur l'ordinateur de son père, à partir des brouillons que lui a transmis sa mère, lors des visites au parloir de la maison d'arrêt, en compagnie d'une amie de sa mère : Sihame Maziz.
Jamila a aidé financièrement les parents de Sihame Maziz, marocaine d'origine modeste. Cette dernière est en conflit avec sa mère et admire Jamila. Sihame et Donia ont apporté les lettres au parloir, et Jamila les a signées en recopiant la signature de René Maillard inscrite sur le carnet de correspondance de sa fille. Cette idée lui a été inspirée par un livre de la bibliothèque de la prison, décrivant l'affaire Robert Boulin,.
Jamila s'est procuré des antidépresseurs, les mêmes que ceux qui ont servi à empoisonner Jacques, auprès du médecin de la prison. Elle les a pilés et les a transmis à Sihame et Donia au parloir, à sept reprises, avec instruction d'empoisonner René Maillard en les incorporant dans sa nourriture. Si ses autres enfants sont présents à la visite, Jamila parle en arabe quand elle aborde ce sujet, pour qu'ils ne comprennent pas.
Sihame a harcelé Donia pour qu'elle exécute les ordres de sa mère. Donia a fait deux tentatives infructueuses : les doses étaient trop faibles. Sur les instructions de sa mère, elle a cuisiné le 25 février 2003 un flan au chocolat : le dessert préféré de son père,. Heureusement pour lui, il ne l'a pas mangé en totalité. Une fois son père couché dans son lit, elle a déposé à côté de lui un réchaud à gaz de camping ouvert, fourni par Sihame.
Donia Maillard est mise en examen pour tentative d'assassinat et incarcérée à la maison d'arrêt de la Talaudière dans la Loire.

## Nouveaux procès

### Procès Brunet
En décembre 2003, le supplément d'information est terminé, le procès en appel de Jamila Belkacem pour le meurtre de Jacques Brunet reprend. Elle reconnaît avoir commandité la tentative d'assassinat contre René Maillard. En décembre 2003, Jamila Belkacem est condamnée à 30 ans de réclusion,,,.

### Procès Maillard

#### Première instance
Le 30 janvier 2006, le procès de Jamila Belkacem, Sihame Maziz et Donia Maillard débute à la cour d'assises des mineurs du Rhône, car Donia avait 17 ans au moment des faits,. Jacques Frémion est l'avocat de René Maillard. La défense de Jamila Belkacem est assurée par les avocats Laurent Gaudon, Gilles Aubert et Gilbert Collard. La défense de Donia est assurée par l'avocat Frédéric Mortimore. La défense de Sihame est assurée par l'avocat Alain Jakubowicz,.
Les experts psychiatres décrivent Jamila Belkacem comme une « mère poulpe » ayant un « amour maternel démesuré » et un « attachement pathologique » à Donia qu'ils qualifient de fragile et crédule. L'avocate générale Véronique Escolano requiert une peine de réclusion criminelle à perpétuité contre Jamila Belkacem, treize à quinze ans pour Sihame Maziz, et huit à dix ans pour Donia,.
Le 4 février 2006, Jamila Belkacem est condamnée à la réclusion criminelle à perpétuité, assortie d'une période de sûreté de 22 ans et la privation de ses droits civiques pendant cinq ans. Donia Maillard est condamnée à cinq ans d'emprisonnement, dont quatre ans ferme, avec mise à l'épreuve sur trois ans et une obligation de soins. Sihame Maziz est condamnée à 12 ans de réclusion et la privation de ses droits civiques pendant cinq ans,,. Jamila Belkacem et Sihame Maziz font appel de leurs condamnations. Le ministère public fait appel lui aussi,.

#### Appel
Le 13 novembre 2006 le procès en appel de Jamila Belkacem, Donia Maillard et Sihame Maziz débute à la cour d'assises des mineurs de la Loire à Saint-Étienne,,.

#### Verdicts finaux
En novembre 2006, Jamila Belkacem est condamnée à la réclusion criminelle à perpétuité, avec 22 ans de sûreté. Sihame Maziz est condamnée à 12 ans de réclusion. Donia Maillard est condamnée à 5 ans de prison, dont 3 avec sursis.

### Documentaires télévisés
: document utilisé comme source pour la rédaction de cet article.
- « Jamila Belkacem, l'empoisonneuse » le 25 août 2005 dans Faites entrer l'accusé sur France 2.
- « L'empoisonneuse de Bourg-en-Bresse » le 17 février 2008 dans Secrets d'actualité sur M6, puis le 7 octobre 2009 dans Enquêtes criminelles : le magazine des faits divers sur W9.
- « Jamila Belkacem : une empoisonneuse en série » (premier reportage) dans « Spéciale empoisonnement » le 14 juin 2012 dans l'émission Présumé Innocent présenté par Jean-Marc Morandini sur D8.
- « Ménage à trois amour, rêve et poison » le 1er février 2013 dans Suspect n° 1 sur TMC.
- « Affaire Belkacem : un ménage à trois mortel » (premier reportage) le 14 juin 2014 dans Chroniques criminelles sur NT1.
- « Un irrésistible héritage » (deuxième reportage) dans « Veuves noires » le 9 mai 2019 dans Héritages sur NRJ 12.
- « Affaire Jamila Belkacem » dans Au bout de l'enquête, la fin du crime parfait ? le 16 décembre 2023 sur France 2.